# 追龍 (電影)
《追龍》（英語：Chasing the Dragon）是一部2017年香港犯罪動作片，由王晶與關智耀合導，喻亢、元彬和嚴華任動作指導，甄子丹領銜主演；劉德華特別演出；鄭則士、姜皓文、劉浩龍、喻亢、湯鎮業、胡然、徐冬冬、黃日華、吳毅將及Bryan Larkin聯合主演；周勵淇及伍允龍友情演出。於2017年9月28日香港上映，同年9月29日在台灣和9月30日在中國大陸上映。
在香港上映的粵語版本中，交代主角伍世豪是1960年代三年大饑荒時偷渡逃難來香港的潮汕人，在中國大陸上映的普通話版本中，阿豪改為祖籍潮汕的大馬華人，以避開敏感歷史細節。获得第37届香港电影金像奖最佳电影等六项提名，赢得最佳摄影和最佳剪辑。
续作《追龍II：賊王》于2019年6月上映，而兩部電影在劇情上則為獨立故事。

## 片名含义
片名“追龙”来自香港俚语，是一种吸毒的方式，即用锡纸加热海洛因时产生烟雾，吸毒者追随烟雾的方向来吸食，后成为吸毒的代名词。主角阿豪是香港大毒枭，从事贩毒生意，片名委婉表达了主角所从事的非法活动。此外，“追龙”也隐喻了两位男主角追求财富和权力等荣华富贵，最终结局却如吸毒者在吸毒后产生的空虚状态一样化为泡影；“追龙”也代表廉政公署打击追捕两位主角所代表的这两条“恶龙”的活动情节。

## 故事簡介
潮汕人伍世豪（甄子丹 飾）因為經濟困難，率領一幫兄弟，偷渡到香港謀生，當時的香港經濟繁榮，但為一個腐敗貪婪且警黑勾結的花花世界，阿豪等人沒有學歷或專長，平常只能到工地打散工維生，但沒工作時，就去江湖械鬥中「曬馬」，假裝黑幫成員，壯壯黑幫聲勢，收取微薄的車馬費。一次卻弄假成真，真的大打出手，阿豪也被英籍警司亨特率部所圍困，伍世豪也還手打傷了亨特，探長雷洛（劉德華 飾）因賞識阿豪的身手與膽識，幫助阿豪從亨特手上逃脫，伍世豪為此感激雷洛，以命相許。在一次九龍城寨仇殺中，伍世豪為救雷洛，犧牲自己的右腿，自此殘障，被戲稱為「跛豪」。雷洛與跛豪建立起兄弟情誼，相互扶持，後來雷洛成為總華探長，權傾香港警隊，跛豪也成為香港第一大毒梟，各自主導黑白兩道。他們是生死之交，同時又為制約對方而暗中較量。1974年，廉政公署成立，雷洛被迫提早退休，他勸跛豪與他一同避往海外，跛豪卻不聽勸，誓言要成為毒品帝國的唯一主宰。

## 角色
| 演員                | 角色   | 介紹 |
| 甄子丹              | 伍世豪 | 跛豪 曾為肥仔超之手下，後為救雷洛，而與肥仔超反目為敵，並被肥仔超打跛一腳 玫瑰（阿花）之養父 後成為四大家族之一，管理九龍一帶 因阿平而殺害亨特 後被捕而入獄三十年 於1991年因患上末期肝癌而獲釋，兩星期後離世 原型為吳錫豪                |
| 姜皓文              | 大威   | 伍世豪之手下兼同鄉 細威之哥哥 曾因嗜賭穿櫃底而得罪肥仔超 後在伏擊亨特被肥仔超開車撞死 |
| 劉浩龍              | 細威   | 伍世豪之手下兼同鄉 大威之弟弟 在泰國遭伏擊而死 |
| 喻亢                | 啞七   | 伍世豪之手下 後為救伍世豪而被亨特殺害 |
| 鄭則士              | 豬油仔 | 仔哥 雷洛之下屬兼御用收租佬 替雷洛擋了顏童幾槍而死，臨死前殺害顏童 |
| 徐冬冬              | 玫瑰   | 活躍於台灣同泰國之撈家 其真正身份為伍世豪之同屋鄰居之女小花，並成為伍世豪之養女兼耳目 四大家族之一，管理香港島（西環以外一帶） 曾殺害花仔榮 後為救伍世豪，而被亨特、顏童和肥仔超亂槍殺害                                                 |
| 湯鎮業              | 顏童   | 顏爺 探長，駐仔油尖區，後駐守灣仔 雷洛之天敵 雷洛辭職後，接任總華探長 曾打算殺死雷洛，後反被豬油仔所殺 原型為顏雄 |
| 黃日華              | 嚴正   | 警長，後轉職水警警長 為人正直不阿，不收黑錢 伍世豪之同鄉 雷洛之下屬 後奉雷洛之命帶領水警陪同雷洛以拘捕之名營救伍世豪 |
| 布萊恩·拉金         | 亨特   | 爛鬼亨 英籍警司 雷洛與顏童之上司 曾被伍世豪打傷 曾用滅火筒把伍捷聰打至重傷，使其成為植物人 後被伍世豪所殺 原型為韓德 |
| 吳毅將              | 肥仔超 | 曾經為伍世豪之大佬後反目成為天敵，並用磚頭打跛伍世豪的一隻腳 在與公仔強合謀殺害雷洛失敗被捕入獄兩年，暗中與亨特和顏童勾結 出獄後成為四大家族之一，管理新界，但被伍世豪割去一耳以報當年跛腳之仇 後被伍世豪追殺時意外墮樓身亡 原型為吳振坤 |
| 周俊偉              | 花仔榮 | 大灰熊之手下，並與其妻有染，曾殺害大灰熊以取代其位 後成為四大家族之一，管理香港島（銅鑼灣至柴灣一帶） 曾勾結玫瑰以謀害伍世豪，但反被玫瑰所殺                                                                                             |
| 李日昇              | 伍捷聰 | 伍世豪之親弟弟 曾染上毒癮 後被亨特打至重傷而成為植物人，最後傷重不治 |
| 易宇航              | Geoff  | 英籍督察兼翻譯，亨特手下 在結局於城寨槍戰中被伍世豪開槍擊斃 |
| 周勵淇              | 阿梅   | 伍世豪之第一任妻子 在偷渡去香港時意外身亡 |
| 胡然                | 阿晴   | 醫院護士，後成為伍世豪之第二任妻子 在伍世豪欲殺害亨特時被送離香港 |
| 黃竣鋒              | 公仔强 | 城寨之話事人 鼎爺之外甥 與大灰熊不和 曾殺害鼎爺嫁禍雷洛，並與肥仔超合謀殺害雷洛，但被營救雷洛的豬油仔殺害 |
| 陳惠敏              | 鼎爺   | 城寨元老 公仔强之舅父 欲想廢除公仔強話事人之位時，反被公仔強殺害並嫁禍雷洛 |
| 曾江                | 周爵士 | 雷洛之岳父 雪兒之父親 初時對廉政公署成立不以為然 後被廉政公署調查時心臟病發，並叮囑雷洛盡快與妻兒離開香港 |
| 王俊棠              | 大灰熊 | 花仔榮之大佬 與公仔強不和 後被花仔榮與自己的妻子合謀殺害 |
| 伍允龍              | 偉文   | 肥仔超之打手 曾與伍世豪交手 原型為陳惠敏 |
| 王芊予              | 周雪兒 | 周爵士之女兒 雷洛之妻子 |
| 夏晴                |        | 勾搭花仔榮殺害大灰熊 大灰熊之妻子 |
| 尹子維              | Robert | 顏童胞弟 曾受命於追求雪兒，以便顏童榮升總華探長之位 後因周爵士公佈雷洛與雪兒訂婚而告吹 |
| Szuc Michael        | 葛柏   | 總警司 為避廉政公署調查，潛逃至西班牙，後被引渡回港 |
| 劉德華 （特別演出） | 雷洛   | 洛哥 探長，駐守筲箕灣，後駐守油尖 後出任總華探長 雪兒之丈夫 周爵士之女婿 賞識伍世豪，但在亨特問題上有分歧 曾被肥仔超與公仔強伏擊時被伍世豪所救 原型為呂樂                                                                                |

## 電影歌曲
| 曲別   | 歌名                 | 作曲   | 作詞   | 演唱   |
| ------ | -------------------- | ------ | ------ | ------ |
| 主题曲 | 《浪子心聲》（粤語） | 許冠傑 | 許冠傑 | 劉德華 |

## 票房
香港取得2137万港元港币，位列香港年度华语片第四位。台灣上映首週票房新台幣1300萬元，最終票房5007萬元新台幣，位居全台最賣華語片第八位。中国大陆收获5.74亿人民币。
| 上一届： 《皇家特工：金圈子》 | 2017年香港週末票房冠軍 第41週 | 下一届： 《人造天劫》 |

## 拍攝場地
- 香港鯉魚門公園
- 广东佛山西樵山國藝影視城九龍城寨

## 奬項及提名
| 年度   | 颁奖典礼                     | 奖项             | 姓名                   | 结果 |
| ------ | ---------------------------- | ---------------- | ---------------------- | ---- |
| 2018年 | 微博之星2017                 | 微博給力電影     | 《追龍》               | 提名 |
| 2018年 | 微博之星2017                 | 微博給力男主角   | 甄子丹                 | 提名 |
| 2018年 | 微博之星2017                 | 微博給力女主角   | 徐冬冬                 | 提名 |
| 2018年 | 第一屆MOVIE6全民票選電影大獎 | 最佳電影         | 《追龍》               | 提名 |
| 2018年 | 第37屆香港電影金像獎         | 最佳電影         | 《追龍》               | 提名 |
| 2018年 | 第37屆香港電影金像獎         | 最佳攝影         | 關智耀                 | 獲獎 |
| 2018年 | 第37屆香港電影金像獎         | 最佳剪接         | 李嘉榮                 | 獲獎 |
| 2018年 | 第37屆香港電影金像獎         | 最佳美術指導     | 張英華                 | 提名 |
| 2018年 | 第37屆香港電影金像獎         | 最佳服裝造型設計 | 奚仲文、余家安、郭淑敏 | 提名 |
| 2018年 | 第37屆香港電影金像獎         | 最佳動作指導     | 喻亢、元彬、嚴華       | 提名 |

## 相关电影
- 《跛豪》：吕良伟主演
- 《五億探長雷洛傳》：刘德华主演

## 播放時間
| 香港 無綫電視翡翠台 星期六20:30-23:15節目 | 香港 無綫電視翡翠台 星期六20:30-23:15節目 | 香港 無綫電視翡翠台 星期六20:30-23:15節目 |
| ----------------------------------------- | ----------------------------------------- | ----------------------------------------- |
|                                           | （週六影院）追龍 （2022年5月7日）         |                                           |
| 愛回家之開心速遞 （2022年5月7日）         | 無綫電視晚間新聞 （2022年5月7日）         |                                           |

## 外部連結
- 追龍的Facebook專頁
- 互联网电影数据库（IMDb）上《追龍》的资料（英文）
- Box Office Mojo上《追龍》的資料（英文）
- Metacritic上《追龍》的資料（英文）
- AllMovie上《追龍》的资料（英文）
- 爛番茄上《追龍》的資料（英文）
- 開眼電影網上《追龍》的資料（繁體中文）
- Yahoo奇摩電影上《追龍》的資料（繁體中文）
- 雅虎香港電影上《追龍》的資料（繁體中文）
- 香港影庫上《追龍》的資料（繁體中文）
- 豆瓣电影上《追龍》的資料 （简体中文）
- 时光网上《追龍》的資料（简体中文）